# Hirtella parviunguis
Hirtella parviunguis là một loài thực vật có hoa trong họ Cám. Loài này được Prance mô tả khoa học đầu tiên năm 1979.